# Nervo plantar lateral
O nervo plantar lateral, assim como o nervo plantar medial, é um ramo do nervo tibial, por sua vez um ramo do nervo ciático e fornece a pele do quinto dedo e a metade lateral do quarto, bem como a maior parte do profundo músculos, sendo sua distribuição semelhante à do nervo ulnar na mão.
Ele passa obliquamente para frente com a artéria plantar lateral para o lado lateral do pé, entre o flexor curto dos dedos e a planta quadrada e, no intervalo entre o músculo flexor e o abdutor do músculo digiti minimi (pé), divide-se em um ramo superficial e profundo. Divide-se em ramo profundo e ramo superficial.

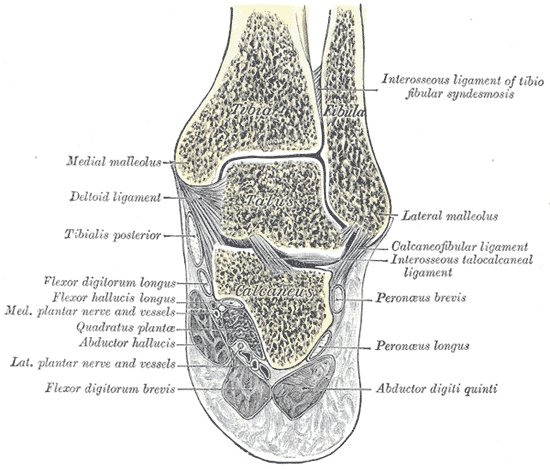
secção coronal através da direita  talocrural e articulação talocalcaneal.
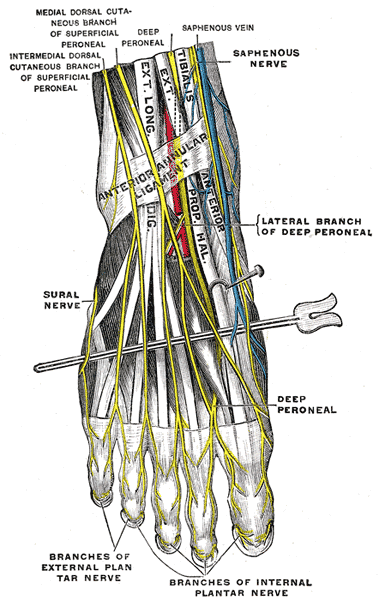
Nervos do dorso do pé.